# Jesús Villavicencio
Jesús Villavicencio (Calabozo, 1932 - Caracas, 2003) fue un político venezolano, quien fue diputado del Congreso en 1959-1963, representado al estado Guárico por los partidos Acción Democrática (AD) y el Movimiento de Izquierda Revolucionaria (MIR) tras la división de AD.

## Biografía
Comenzó su activismo social y político a raíz del golpe de Estado contra Isaías Medina Angarita, el 18 de octubre de 1945, cuando ingresó a la Asociación de Jóvenes Democráticos; se incorporó al partido Acción Democrática y pasó a la clandestinidad luego del golpe de Estado contra Rómulo Gallegos, el 24 de noviembre de 1948, lucha por la que detenido, torturado y encarcelado durante todo 1957 en la cárcel de Ciudad Bolívar.[cita requerida]
Tras la caída de la dictadura de Marcos Pérez Jiménez fue miembro del Comité Ejecutivo Seccional de AD en el estado Guárico, delegado a la Convención Nacional de ese partido en 1958 y electo diputado del Congreso. Sancionó la constitución de 1961.
A pesar de su inmunidad parlamentaria, en octubre de 1963 fue arrestado por «rebelión militar» y supuestos vínculos con el asalto al Tren del Encanto, siendo liberado en 1966.